# Asproleria
Asproleria is een geslacht van hooiwagens uit de familie Podoctidae.
De wetenschappelijke naam Asproleria is voor het eerst geldig gepubliceerd door Roewer in 1949. 

## Soorten
Asproleria is monotypisch en omvat slechts de volgende soort:
- Asproleria albituberculata